# Babac (Sveti Filip i Jakov)
Babac je naselje u sastavu Općine Sveti Filip i Jakov u Zadarskoj županiji u Hrvatskoj. Nalazi se na otoku Babcu.

## Povijest
Do teritorijalnog preustroja Hrvatske bio je u sastavu stare općine Biograd na Moru. Kao samostalno naselje Babac postoji od popisa stanovništva 2021. godine. Nastalo je odvajanjem od naselja Turanj.

## Stanovništvo
Pri popisu stanovništva 2021. godine naselje je imalo 4 stanovnika.
| broj stanovnika |       | 4     |
|                 | 2011. | 2021. |